# Loch Eilt
Loch Eilt je jezero, které se nachází západně od města Fort William v oblasti Highlands ve Skotsku, mezi jezerem Loch Shiel a poloostrovem South Morar.

## Vodní režim

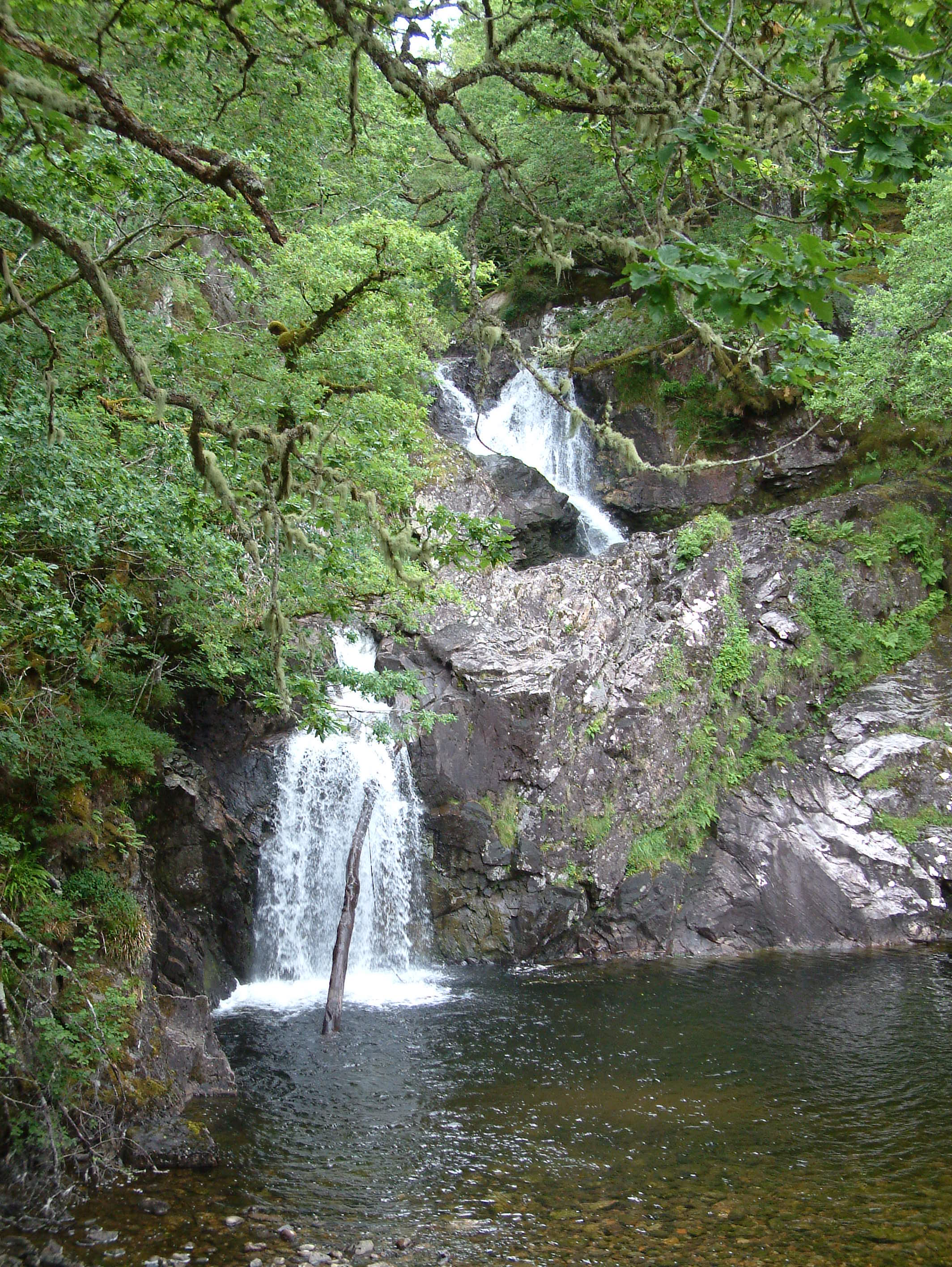
jeden z přítoků jezera

Jezerem protéká řeka Ailort, směřující k stejnojmennému zálivu Loch Ailort.

## Využití
Podél severní strany jezera vede silnice s označením A830, podél jižní části železniční trať West Highland Railway.